# Joe McGuire
Pour les articles homonymes, voir McGuire.
Joseph Blair (Joe) McGuire, né le 20 juin 1944 à Morell en Île-du-Prince-Édouard, est un homme politique canadien. 

## Biographie
Il fut député du parlement canadien représentant le Parti libéral du Canada dans la circonscription d'Egmont sur l'Île-du-Prince-Édouard.
Avant d'entrer dans la vie publique, McGuire a travaillé en tant que professeur sur l'Île-du-Prince-Édouard et en tant que directeur adjoint d'une école élémentaire en Ontario. Il était auparavant employé par le conseil de développement rural de l'Î-P-E dans le secteur du développement humain. Plus tard, il a travaillé pour le député George Henderson et le premier ministre provincial Joe Ghiz.
Joe McGuire a étudié dans le domaine de l'éducation au Collège Prince of Wales et à l'Université Saint Dunstan. Avec son épouse, il a deux enfants : Moira et Matthew.